# Stoner rock
Stoner rock ali stoner metal je mešana zvrst rock glasbe, ki združuje prvine heavy metala in/ali doom metala s psihedeličnim rockom ter acid rockom. Ime se navezuje na uživanje kanabisa (izraz "stoner" pomeni nekoga, ki pogosto uživa kanabis). Pogosto se  za opis te glasbene zvrsti zamenljivo uporablja tudi pojem desert rock; vendar se natančneje ta pojem nanaša na regionalno sceno Palm Desert Scene in ne zaobjema vseh skupin, ki svojo glasbo opisujejo kot "stoner rock". Po tempu je stoner rock običajno počasen do srednje hiter in vsebuje močno distorzirane kitare in močne bas linije, ki so pogosto v ospredju, melodične vokale in "retro" produkcijo. Zvrst se je pojavila na začetku 1990. let, za kar sta bili odgovorni predvsem kalifornijski skupini Kyuss (frontman je bil Josh Homme, ki je pozneje ustanovil Queens of the Stone Age) in Sleep.

## Terminologija
Možno je, da označevalec "stoner rock"  izvira iz kompilacije založbe Roadrunner Records iz 1997 Burn One Up! Music for Stoners. Kot sopomenka se včasih uporablja tudi "desert rock", izraz pa je skoval pripravnik, ki je delal pri MeteorCity Records, okoli časa, ko je ta založba izdala kompilacijo stoner rock glasbe Welcome to MeteorCity (leta 1998).
Zaradi podobnosti med zvrstema stoner metal in sludge metal je pogosto težko določiti mejo med njima. Glasba nekaterih izvajalcev ima lahko značilnosti obeh žanrov,, a sludge metal po navadi nima ležernega vzdušja stoner rocka in ne sklicuje se toliko na psihedelično glasbo. Skupine, kot so Weedeater, High on Fire in Electric Wizard, tako 
na ustvarjalen način združujejo obe zvrsti.
Vpletenost kanabisa v nastanku stoner rocka ali metala se glede na glasbene skupine razlikuje. Nekatere skupine, kot je Sleep, so koncept kanabisa vključili v bistvo njihovih albumov in pesmi. Uživanje kanabisa je pogosto tudi med koncertnimi nastopi nekaterih stoner rock/metal glasbenih skupin. Nekatere izmed skupin, npr. Electric Wizard, so znane po tem, da na njihovih koncertih ob določenih trenutkih kadijo kanabis tako člani skupine kot občinstvo. Album Dopesmoker skupine Sleep je bil kritiziran zaradi kontroverzne narave 60-minutne pesmi, ki govori o kanabisu, zaradi česar je prišlo do konflikta med člani skupine in njihovo založbo. Obenem pa drugi izvajalci tega žanra trdijo, da je "stoner rock zvrst, ne življenjski slog," kar se razlaga, kot da člani skupin ne uživajo kanabisa in ta ne vpliva na njihovo ustvarjanje, njihova glasba pa še vedno spada pod opis "stoner rocka/metala". Skupine, kot sta King Caravan in Sea of Green, podpirajo to trditev o stoner rocku.  Na podoben način je tudi Matt Pike iz skupine High on Fire rekel: "Res je, da je zelo močna scena, mislim pa, da nobena izmed stoner rock skupin ne želi biti označena kot stoner rock... Lahko, da bom uporabil besedo "stoner" v svojih besedilih, ampak mislimo, da je naša glasba metal. V resnici bi rekel, da smo mešanica med metalom, ali pa progresivni metal. Takšno stvar je težko spraviti v eno kategorijo, zdi se mi pa, da nas označujejo kot stoner rock zaradi celotne zadeve s travo."